# Amorphophallus nicolsonianus
Amorphophallus nicolsonianus är en kallaväxtart som beskrevs av Sivadasan. Amorphophallus nicolsonianus ingår i släktet Amorphophallus och familjen kallaväxter. Inga underarter finns listade.